# 硝酸铋
硝酸铋是一种无机化合物，为无色或白色有硝酸气味的固体，易潮解，其分子式为Bi(NO3)3·5H2O，不含结晶水的硝酸铋尚未制得。

## 结构
五水合硝酸铋的晶体中的BiIII为三个二齿配体NO3−和3个H2O配位形成高配位离子。

## 制备
用硝酸和氧化铋(III)或碳酸铋(III)反应：
- 6 HNO3 + Bi2O3 → 2 Bi(NO3)3 + 3 H2O

硝酸铋也能有鉍和硝酸反應，蒸發结晶制得：
- Bi + 4 HNO3 → Bi(NO3)3 + NO↑+ 2 H2O[1]

## 化学性质
硝酸铋在加热下受热分解：Bi(NO3)3·5H2O在50～60℃分解为(Bi6O6)2(NO3)11(OH)·6H2O，在77～130℃继续分解为[Bi6O6](NO3)6·3H2O，最终在400～500℃变成α-Bi2O3。
当把硝酸铋晶体溶于水时会产生不溶于水的碱式盐沉淀，它的浓硝酸溶液被稀释时亦是如此。生成的碱式盐有：BiONO3、Bi2O2(OH)NO3和Bi6O4(OH)4(NO3)6·H2O。当碱式盐沉淀时，溶液中仍然存有[Bi6O4(OH)4]6+单元。
硝酸铋可以被强还原剂还原为单质铋，如亚锡酸钠作用于硝酸铋：
3 Na2[Sn(OH)4] + 2 Bi(NO3)3 + 6 NaOH = 2 Bi↓ + 3 Na2[Sn(OH)6] + 6 NaCl
该反应在碱性条件下进行，产生黑色的金属铋沉淀。该反应可以用来鉴定Sn2+和Bi3+。

## 用途

### 制备含铋的纳米材料
硝酸铋的溶液可以用来制备硫化铋纳米管，用水热法在120℃下反应12h：
- 2 Bi(NO3)3 + 3 Na2S → Bi2S3↓ + 6 NaNO3

此外，硝酸铋还能制备纳米氧化铋、纳米碱式氯化铋等。

### 催化剂
硝酸铋是一种催化剂，可以和活性炭催化水合肼还原芳香族硝基化合物，来制备芳胺，其产率在78～99%之间。

### 其他用途
硝酸铋用于生产其他铋盐，常用于显像管和发光漆。碱式盐则被当作药物。

## 安全
硝酸铋对皮肤有腐蚀性，勿用皮肤直接接触。